# غيلبرتو بالاسيوس
غيلبرتو بالاسيوس (بالإسبانية: Gilberto Palacios) هو لاعب كرة قدم ومدرب كرة قدم باراغواياني في مركز الهجوم، ولد في 8 يناير 1980 في أسونسيون في باراغواي. لعب مع أوليمبو وأوليمبيا أسونسيون ونادي أونيفرسيداد كاتوليكا ونادي غواراني.